# تشارلز كابوريه
تشارلز كابوريه (بالفرنسية: Charles Kaboré)‏ (مواليد 9 فبراير 1988 في بوبوديولاسو - بوركينا فاسو) لاعب كرة قدم بوركينابي يلعب حاليا لصالح نادي الدرجة الأولى مرسيليا الفرنسي منذ 2008 في مركز الوسط المحوري .

## روابط خارجية
- تشارلز كابوريه على موقع رابطة كرة القدم الفرنسية للمحترفين (الإنجليزية)
- تشارلز كابوريه على موقع إي إس بي إن إف سي (الإنجليزية)
- تشارلز كابوريه على موقع قاعدة بيانات كرة القدم.إي يو (الإنجليزية)
- تشارلز كابوريه على موقع ليكيب (الفرنسية)
- تشارلز كابوريه على موقع ناشيونال فوتبول تيمز (الإنجليزية)
- تشارلز كابوريه على موقع Soccerway.com (الإنجليزية)
- تشارلز كابوريه على موقع عالم كرة القدم.نت (الإنجليزية)
- تشارلز كابوريه على موقع AS.com (الإسبانية)